# Cerkiew św. Michała Archanioła w Zalesiu (greckokatolicka)
Cerkiew św. Michała Archanioła (ukr. Церква святого Архістратига Михаїла) – cerkiew greckokatolicka (Ukraińska Cerkiew Greckokatolicka), w Zalesiu (hromada Zawodśke, rejon czortkowski, obwód tarnopolski) w Ukrainie.

## Historia
Parafia na łonie greckokatolicka istnieje od XIX wieku.
W 1895 r. na miejscu drewnianej cerkwi greckokatolickiej wybudowano kosztem darczyńców świątynię murowaną z dzwonnicą. Drewniana dzwonnica przetrwała do dziś, podobnie jak cerkiew.
Po  pseudosoborze lwowskim (1946) i wcieleniu ukraińskiego Kościoła greckokatolickiego w struktury Rosyjskiego Kościoła Prawosławnego cerkiew  z 1895 r. stała się świątynią prawosławną. 
Po odrodzeniu wspólnoty greckokatolickiej w 1990 r. zabytkowa cerkiew murowana pozostała rękach prawosławnych, natomiast grekokatolicy przez osiem lat odprawiali nabożeństwa na cmentarzu. W 1998 roku wybudowali oni kaplicę, która służy jako cerkiew. W 2002 roku miejscowy rzemieślnik zainstalował ikonostas zakupiony przez parafię greckokatolicką z cerkwi w Kopyczyńcach.
Przy parafii działają Apostolstwo Modlitwy, Żywy Różaniec i szkółka niedzielna.
Przy kościele umieszczona jest figura Matki Boskiej i drewniany krzyż.